# 王琮 (康熙進士)
王琮，直隸肅寧縣人。清朝政治人物。

## 生平
康熙三十五年丙子科舉人，康熙四十五年（1706年）丙戌科進士。餘事不詳。

## 轶事
紀昀之父紀容舒曾受業於王琮。紀昀《閱微草堂筆記》載其講述鬼怪之事。